# Fly (Sarah Brightman)
Fly è il quarto album in studio della cantante britannica Sarah Brightman, pubblicato nel 1995.

## Tracce
1. The Fly – 2:26
2. Why – 5:10
3. Murder in Mairyland Park – 3:39
4. How Can Heaven Love Me (feat. Chris Thompson) – 3:45
5. A Question of Honour – 6:34
6. Ghost in the Machinery – 4:24
7. You Take My Breath Away – 6:49
8. Something in the Air (feat. Tom Jones) – 4:23
9. Heaven Is Here – 4:03
10. I Loved You – 4:10
11. Fly – 2:51